# Ouges
Ouges és un municipi francès, situat al departament de la Costa d'Or i a la regió de Borgonya - Franc Comtat. L'any 2007 tenia 1.192 habitants.

## Demografia

### Població
El 2007 la població de fet d'Ouges era de 1.192 persones. Hi havia 332 famílies, de les quals 56 eren unipersonals (28 homes vivint sols i 28 dones vivint soles), 108 parelles sense fills, 132 parelles amb fills i 36 famílies monoparentals amb fills.
La població ha evolucionat segons el següent gràfic:
Habitants censats

### Habitatges
El 2007 hi havia 373 habitatges, 344 eren l'habitatge principal de la família, 4 eren segones residències i 25 estaven desocupats. 341 eren cases i 31 eren apartaments. Dels 344 habitatges principals, 265 estaven ocupats pels seus propietaris, 60 estaven llogats i ocupats pels llogaters i 19 estaven cedits a títol gratuït; 2 tenien una cambra, 11 en tenien dues, 44 en tenien tres, 87 en tenien quatre i 200 en tenien cinc o més. 272 habitatges disposaven pel capbaix d'una plaça de pàrquing. A 131 habitatges hi havia un automòbil i a 192 n'hi havia dos o més.

### Piràmide de població
La piràmide de població per edats i sexe el 2009 era:
| Homes | Edats   | Dones |
| ----- | ------- | ----- |
| 0     | 95 o +  | 0     |
| 0     | 90 a 94 | 0     |
| 8     | 85 a 89 | 4     |
| 0     | 80 a 84 | 0     |
| 16    | 75 a 79 | 8     |
| 8     | 70 a 74 | 8     |
| 24    | 65 a 69 | 16    |
| 16    | 60 a 64 | 16    |
| 36    | 55 a 59 | 16    |
| 48    | 50 a 54 | 36    |
| 36    | 45 a 49 | 48    |
| 53    | 40 a 44 | 52    |
| 48    | 35 a 39 | 36    |
| 36    | 30 a 34 | 32    |
| 44    | 25 a 29 | 16    |
| 64    | 20 a 24 | 20    |
| 32    | 15 a 19 | 28    |
| 32    | 10 a 14 | 64    |
| 24    | 5 a 9   | 32    |
| 32    | 0 a 4   | 20    |

## Economia
El 2007 la població en edat de treballar era de 877 persones, 654 eren actives i 223 eren inactives. De les 654 persones actives 628 estaven ocupades (373 homes i 255 dones) i 26 estaven aturades (7 homes i 19 dones). De les 223 persones inactives 61 estaven jubilades, 140 estaven estudiant i 22 estaven classificades com a «altres inactius».

### Ingressos
El 2009 a Ouges hi havia 350 unitats fiscals que integraven 943 persones, la mediana anual d'ingressos fiscals per persona era de 21.092 €.

### Activitats econòmiques
Dels 42 establiments que hi havia el 2007, 1 era d'una empresa extractiva, 3 d'empreses de fabricació d'altres productes industrials, 14 d'empreses de construcció, 8 d'empreses de comerç i reparació d'automòbils, 2 d'empreses de transport, 3 d'empreses d'hostatgeria i restauració, 2 d'empreses financeres, 2 d'empreses immobiliàries, 5 d'empreses de serveis, 1 d'una entitat de l'administració pública i 1 d'una empresa classificada com a «altres activitats de serveis».
Dels 14 establiments de servei als particulars que hi havia el 2009, 1 era un establiment de lloguer de cotxes, 1 paleta, 1 guixaire pintor, 6 fusteries, 1 lampisteria, 2 electricistes i 2 restaurants.
L'únic establiment comercial que hi havia el 2009 era una joieria.
L'any 2000 a Ouges hi havia 8 explotacions agrícoles.

## Equipaments sanitaris i escolars
El 2009 hi havia 1 escola maternal i 1 escola elemental.

## Poblacions més properes
El següent diagrama mostra les poblacions més properes.